# بخش مرکزی شهرستان رشت
بخش مرکزی شهرستان رشت یکی از بخش‌های شهرستان رشت در استان گیلان در شمال ایران است.

## تقسیمات کشوری
- دهستان پسیخان
- دهستان پیربازار
- دهستان حومه (رشت)
- دهستان لاکان

شهرها: رشت، پیربازار

## جمعیت
بنابر سرشماری مرکز آمار ایران، جمعیت بخش مرکزی شهرستان رشت در سال ۱۳۸۵ برابر با ۶۳۳۹۴۰ نفر بوده است.